# Завод Спецавтотехника
Завод Спецавтотехника — производитель прицепной техники, торговая марка САТ, расположен в городе Бобруйске, в Беларуси. Номер два в Беларуси в отрасли прицепостроения, нишевой игрок на рынке России. Входит в число крупнейших промышленных предприятий города Бобруйска, по данным Бобруйского Горисполкома.
Также есть Завод пожарных автомобилей «Спецавтотехника» — (Россия, г. Екатеринбург). Производитель пожарной и спасательной техники «NATISK».

## История
Завод Спецавтотехника был основан в январе 1946 года на базе 270-го отдельного автомобильного батальона (полевая почта 21616) и под названием 159 САРМ (стационарная авторемонтная мастерская Белорусского военного округа). Основной вид работ — выполнение капитального ремонта автомобилей.
В 1960 году решением Совета Министров СССР 159 САРМ была передана народному хозяйству, и Постановлением Совета Министров БССР от 29 июня 1960 г. № 1003Р на базе САРМ был создан Завод нестандартного оборудования Главного управления автомобильного транспорта БССР.
На завод были возложены функции по изготовлению нестандартного оборудования для технического обслуживания автомобилей автотранспортных предприятий БССР, а также по изготовлению специализированного подвижного состава для перевозки грузов.
С 1.04.1967 г. приказом Министра автомобильного транспорта БССР № 67 от 23 марта 1967 г. Завод нестандартного оборудования переименован в Бобруйский опытно-механический завод.
Постановлением № 275 от 8 сентября 1972 г. «О повышении уровня и эффективности научно-технической информации и пропаганды достижений науки, техники, передового производственного опыта» было создано производственно-техническое объединение «Автотранстехника», в состав которого вошли Научно-исследовательский институт автомобильного транспорта (БелНИИАТ), г. Минск и Бобруйский опытно-механический завод.
Почти за 25 лет своего существования объединение внесло значительный вклад в технический прогресс отрасли. В это время значительно увеличились объёмы и номенклатура выпускаемой продукции, что повлекло за собой строительство новых цехов: заготовительного, механического, экспериментального и сборочно-сварочного. Выпускаемые различные виды подъемников, кантователей, гайковертов и другого нестандартного оборудования позволили повысить производительность труда и снизить трудоемкость выполняемых ремонтных работ на автопредприятиях республики. Массовыми сериями выпускались прицепы ЗИЛ, МАЗ.
В марте 1997 года в процессе приватизации государственной собственности Бобруйского опытно-механического завода было создано открытое акционерное общество «Спецавтотехника».
В 1999—2001 годах завод прошел этап активного технического перевооружения, перехода на современный тому времени модельный ряд самосвальной прицепной техники под торговой маркой САТ, переобучения специалистов, перенастройки внутренней системы управления, налаживания дилерской сети.
С 2004 года завод начал выпускать линейку низкорамных прицепов для перевозки техники.
С 2008 года САТ начал выпуск прицепов и полуприцепов для сельского хозяйства, агропереработчиков, животноводства, птицеводства.
9 января 2024 года произошла реорганизация предприятия в общество с ограниченной ответственностью "Спецавтотехника".

## Продукция
Грузовая прицепная техника по следующим направлениям:
- самосвальные прицепы и полуприцепы, в том числе щеповоз и полуприцеп со сдвижными полами,
- полуприцепы зерновозы,
- кузова к самосвалам,
- низкорамные прицепы для перевозки техники,
- тракторные прицепы и полуприцепы,
- прицепы и полуприцепы для предприятий мясо-молочной промышленности и птицеводства (скотовозы, птицевозы),
- подкатные тележки и шасси для предприятий-надстройщиков.